# Commissariato di Cheren
Il commissariato di Cheren era uno dei commissariati dell'Africa Orientale Italiana. Istituito nel 1904, faceva parte del governatorato dell'Eritrea. 

## Geografia
Confinava a nord con il Sudan anglo-egiziano, a sud con il commissariato regionale del Barca, con il commissariato regionale di Hamasien e con il commissariato regionale di Massaua, a ovest con il commissariato regionale del Barca e a est con il mar Rosso e commissariato regionale di Massaua.

## Residenze
Il commissariato comprendeva le seguenti residenze:
- residenza di Cheren
- residenza di Nacfa